# Тетраэдрит
Тетраэдрит — минерал класса сульфосолей, сульфоантимонит меди. Крайний член изоморфного ряда тетраэдрит Cu3SbS3 — теннантит Cu3AsS3 .
Относится к группе блёклых руд.
Впервые был описан в 1845 году во Фрайберге (Германия).
Название получил по облику кристаллов, имеющих форму тетраэдра. Симметрия 3L24L36P.
Минерал образуется в низко- и среднетемпературных гидротермальных рудных жилах. В отличие от других членов изоморфного ряда, встречается относительно редко. Является рудой меди и сопутствующих металлов.